# 1936年の音楽
1936年の音楽（1936ねんのおんがく）では、1936年（昭和11年）の世界の音楽についてまとめる。
できるだけ国名や地域名やジャンル名を書く。日本については、アーティスト名などから明らかな場合は、省略可

## 概要
- ナット・キング・コール[1]がレコーディング・キャリアをスタートさせた。
- カウント・ベイシーがレスター・ヤングを含む楽団で、レコーディングを開始した[2]。

## 欧米の楽曲
話題曲など
アメリカ
- ルイ・プリマ（イタリア系アメリカ人の歌手、作曲家）「シング・シング・シング」（ジャズ曲）[注釈 3]
- コール・ポーター[注釈 4]「あなたはしっかり私のもの」 - 翌1937年にヴァージニア・ブルースが歌唱しその年の第9回アカデミー賞歌曲賞にノミネートされた。
- チャールズ・チャップリン[3]「スマイル」

南米
- ピンティン・カステジャーノス（en:Pintín Castellanos、ウルグアイ出身）「ラ・プニャラーダ」（タンゴ）
- ファン・カルロス・コビアン（アルゼンチンのタンゴ作曲家）「ノスタルヒアス」（タンゴ）

フランス
- フランシス・プーランク「ナゼルの夜会」（ピアノのための組曲）

## クラシック
- アラン・ホヴァネス（アメリカ）「交響曲第1番」
- アルバン・ベルク（オーストリア）「ヴァイオリン協奏曲」
- イサーク・ドゥナエフスキー（ウクライナ出身）「祖国の歌」
- セルゲイ・ラフマニノフ（ロシア）「交響曲第3番」
- パウル・ヒンデミット「葬送音楽」
- 「7月14日」- ロマン・ロランによる同名の劇作のための楽曲。7人の作曲家による合作。

補記
- ショスタコーヴィチ「交響曲第4番」 - 作曲は本年5月に完成していたのに、複雑な事情があり、初演は1961年になった。

## 日本国内、シングル
- コロムビア・ジャズ・バンド「草津ジャズ」
- ディック・ミネ「愛の小窓」
- リキー宮川「夢見る心」
- 榎本健一「エノケンの月光価千金」
- 奥田良三「夜明けの歌」
- 岡晴夫「港シャンソン」
- 音丸「米山三里」
- 三門順子「追分月夜」
- 中野忠晴「東京見物」「大阪タイガースの歌（1961年に「阪神タイガースの歌」に改題。通称・「六甲おろし」）」
- 林伊佐緒「上海航路」
- 児玉好雄「吾等の空軍」
- 小唄勝太郎「満洲ぐらし」
- 小野巡、大宮小夜子「つわもの節」
- 松平晃「人妻椿」「花言葉の唄」
- 杉狂児、美ち奴「うちの女房にゃ髭がある」
- 淡谷のり子「おしゃれ娘」
- 渡辺はま子「忘れちゃいやョ」
- 藤山一郎「男の純情」「回想譜」「東京ラプソディ」「東京娘」
- 楠木繁夫「女の階級」
- 二葉あき子「ビロードの月」「月に踊る」
- 美ち奴「あゝそれなのに」
- 霧島昇「思い出の江ノ島」「赤城しぐれ」
- 尾崎宗吉「初夏小品」
- 童謡「うれしいひなまつり」
- 県民歌「群馬県の歌」「佐賀県民歌」

## デビューしたアーティスト
- エディット・ピアフ（20世紀最大級のシャンソン歌手。「愛の讃歌」が有名） - 本年9月4日に、フランスパリの11区にあったミュージック・ホール「アルハンブラ」（Alhambra）でデビュー。

## 主な音楽賞
- アカデミー賞 Best Original Song部門 - ジェローム・カーン作曲 ドロシー・フィールズ作詞、「今宵の君は」（"The Way You Look Tonight"） 、映画『有頂天時代』 Swing Timeより。

## 誕生
- 1月1日 - 竜鉄也（奈良県、演歌歌手、+2010年・74歳没）
- 1月2日 - ポール・フリーマン（指揮者、+2015年・79歳没）
- 1月8日 - ズデニェク・マーツァル（、指揮者、+2023年・87歳没）
- 1月8日 - 小宮路敏（作曲家、+2018年）
- 1月9日 - マルコ・ムニー（指揮者）
- 1月12日 - イルヤス・マラエフ（音楽家・詩人、+2008年・72歳没）
- 1月13日 - ジェイク・コンセプション（サクソフォーン奏者、+2017年・81歳没）
- 1月13日 - レナート・ブルゾン（バリトン歌手）
- 1月13日 - 牧野良二（作曲家、+2003年・67歳没）
- 1月14日 - ヴラディスラフ・チェルヌシェンコ（指揮者）
- 1月14日 - クラレンス・カーター（歌手）
- 1月21日 - スヌークス・イーグリン（ギタリスト、+2009年・73歳没）
- 1月21日 - 中村邦子（声楽家、+1996年・60歳没）
- 1月22日 - 湯川れい子（音楽評論家・作詞家）
- 1月23日 - セシル・ウーセ（ピアニスト）
- 1月24日 - 市原悦子（女優・元歌手、+2019年・82歳没）
- 1月24日 - 野際陽子（女優・元歌手、+2017年・81歳没）
- 1月25日 - 吉田一彦（歌手、デューク・エイセス、+2020年・84歳没）
- 1月26日 - テオ・サラポ（歌手・俳優、+1970年・34歳没）
- 1月28日 - 辻文明（ピアノ調律師、+2006年）
- 1月29日 - ジェームス・ジェマーソン（、ベーシスト、+1983年・47歳没）
- 1月31日 - 保科洋（指揮者）
- 2月4日 - クロード・ノブス（モントルー・ジャズ・フェスティバル創始者、+2013年・76歳没）
- 2月7日 - ウィリアム・ベネット（フルート奏者）
- 2月9日 - マックス・ポンマー（指揮者）
- 2月13日 - 古谷充（ジャズミュージシャン、古谷充とザ・フレッシュメン、+2020年・84歳没）
- 2月14日 - アンナ・ゲルマン（歌手、+1982年・46歳没）
- 2月14日 - 海野義雄（東京都、ヴァイオリニスト）
- 2月14日 - 小林仁（ピアニスト）
- 2月16日 - エリアフ・インバル（指揮者）
- 2月20日 - チャーリー永谷（カントリー歌手）
- 2月23日 - 清元榮三（清元節三味線奏者、+2016年・80歳没）
- 2月24日 - 槇野義孝（歌手、デューク・エイセス）
- 3月4日 - アリベルト・ライマン（ピアニスト）
- 3月6日 - シルヴィア・ロビンソン（歌手、+2011年・76歳没）
- 3月8日 - ガボール・ザボ（ジャズミュージシャン、+1982年・45歳没）
- 3月8日 - 松野茂（コントラバス奏者、+2017年・81歳没）
- 3月15日 - ジミー時田（歌手、+2000年・63歳没）
- 3月15日 - ハワード・グリーンフィールド（作詞家、+1986年・49歳没）
- 3月20日 - リー・ペリー（レゲエミュージシャン）
- 3月21日 - ベティ・クルティス（歌手、+2006年・70歳没）
- 3月21日 - マイク・ウェストブルック（ジャズピアニスト）
- 3月21日 - 悠木圭子（作詞家・元女優）
- 3月22日 - ロジャー・ウィテッカー（シンガーソングライター）
- 3月23日 - 吉田輝雄（俳優・歌手）
- 3月24日 - ドン・コヴェイ（歌手、+2015年・78歳没）
- 3月26日 - エーリヒ・ウルバンナー（作曲家）
- 3月28日 - 藤巻潤（俳優・歌手）
- 3月29日 - リチャード・ロドニー・ベネット（作曲家、+2012年・76歳没）
- 3月30日 - 秋山実（ギタリスト、+2000年）
- 3月31日 - ニクサ・バレザ（指揮者）
- 3月31日 - 毒蝮三太夫（俳優・タレント）
- 4月3日 - スコット・ラファロ（ジャズベーシスト、+1961年・25歳没）
- 4月3日 - ハロルド・ヴィック（ジャズミュージシャン、+1987年・51歳没）
- 4月3日 - ルイス・エサ（ピアニスト、+1992年・56歳没）
- 4月3日 - 西村昭夫（サクソフォーン奏者、+1992年）
- 4月5日 - ジョン・ホワイト（作曲家）
- 4月5日 - 鈴木寛一（声楽家、+2020年・84歳没）
- 4月6日 - マンフレート・ショーフ（ジャズトランペッター）
- 4月8日 - ローレンス・レイトン・スミス（指揮者・ピアニスト、+2013年・77歳没）
- 4月9日 - イェジー・マクシミウク（指揮者）
- 4月10日 - ボビー・スミス（歌手、スピナーズ、+2013年・76歳没）
- 4月12日 - フランケチエンヌ（作家・詩人・劇作家・音学家・画家）
- 4月19日 - ベルンハルト・クレー（指揮者）
- 4月19日 - ルビー・ジョンソン（歌手、+1999年・63歳没）
- 4月22日 - グレン・キャンベル（歌手、+2017年・81歳没）
- 4月22日 - ドン・メンザ（サクソフォーン奏者）
- 4月22日 - 増山江威子（女優・声優）
- 4月23日 - ロイ・オービソン（、歌手、+1988年・52歳没）
- 4月24日 - 渡辺馨（ソプラノ歌手）
- 4月29日 - ズービン・メータ（、指揮者）
- 4月29日 - 宮五郎（歌手、+1994年）
- 5月2日 - エンゲルベルト・フンパーディンク（歌手）
- 5月2日 - マイケル・レビン（ヴァイオリニスト、+1972年）
- 5月4日 - 嶺貞子（声楽家、+2018年・82歳没）
- 5月7日 - クラウスペーター・ザイベル（指揮者、+2011年・74歳没）
- 5月7日 - コーネリアス・カーデュー（作曲家、+1981年・45歳没）
- 5月11日 - カーラ・ブレイ（ジャズピアニスト）
- 5月11日 - トニー・バーロウ（ビートルズ広報担当者、+2016年・80歳没）
- 5月12日 - クラウス・ドルディンガー（ジャズサクソフォーン奏者）
- 5月14日 - ボビー・ダーリン（歌手・俳優、+1973年・37歳没）
- 5月16日 - 金炳華（指揮者）
- 5月21日 - 諸口あきら（タレント・歌手・俳優、+2017年・81歳没）
- 5月22日 - 津島利章（岡山県、作曲家、+2013年・77歳没）
- 5月24日 - ハロルド・バッド（作曲家、+2020年・84歳没）
- 5月26日 - ヤンスク・カヒッゼ（指揮者、+2002年・66歳没）
- 5月28日 - 石井眞木（東京都、作曲家、+2003年・66歳没）
- 5月30日 - 崔喜準（歌手・政治家、+2018年・82歳没）
- 5月31日 - 東八郎（コメディアン・タレント、+1988年・52歳没）
- 6月6日 - ジェラール・ジャリ（ヴァイオリニスト、+2004年・67歳没）
- 6月6日 - リーヴァイ・スタッブス（歌手・俳優、フォー・トップス、+2008年・72歳没）
- 6月6日 - 内山田洋（福岡県、歌手、内山田洋とクール・ファイブ、+2006年・70歳没）
- 6月8日 - ジェイムズ・ダレン（俳優・歌手）
- 6月15日 - エドワード・ター（トランペット奏者、+2020年・84歳没）
- 6月15日 - ローマン・コフマン（指揮者）
- 6月19日 - 岡本仁（指揮者、+2018年）
- 6月19日 - 斉藤京子（民謡歌手）
- 6月22日 - エインズリー・コックス（指揮者、+1988年・52歳没）
- 6月22日 - エルメート・パスコアール（ミュージシャン）
- 6月22日 - クリス・クリストファーソン（歌手）
- 6月30日 - トニー・ダララ（歌手）
- 7月1日 - シル・ジョンスン（歌手・ギタリスト）
- 7月5日 - トミー・リピューマ（音楽プロデューサー、+2017年・80歳没）
- 7月8日 - 大城美佐子（歌手、+2021年・84歳没）
- 7月9日 - デイヴィッド・ジンマン（指揮者）
- 7月10日 - アル・ハリケーン（ミュージシャン、+2017年・81歳没）
- 7月10日 - 平吉毅州（兵庫県、作曲家、+1998年・61歳没）
- 7月13日 - アルバート・アイラー（ジャズミュージシャン、+1970年・34歳没）
- 7月17日 - 宍倉正信（声楽家、東京マイスタージンガー、+1980年）
- 7月20日 - 原田忠幸（京都府、ジャズ・ミュージシャン）
- 7月23日 - 中野孝憲（チェリスト・三味線奏者、+2016年）
- 7月30日 - バディ・ガイ（ギタリスト）
- 8月2日 - アンソニー・ペイン（作曲家、+2021年・84歳没）
- 8月2日 - アンドレ・ギャニオン（作曲家、+2020年・84歳没）
- 8月2日 - 山上路夫（作詞家）
- 8月3日 - 中平穂積（ジャズフォトグラファー）
- 8月4日 - 高野紀子（音楽学者）
- 8月7日 - ローランド・カーク（ジャズミュージシャン、+1977年・42歳没）
- 8月10日 - チャック・イスラエル（ベーシスト）
- 8月17日 - フロイド・ウェスターマン（俳優・ミュージシャン、+2007年・71歳没）
- 8月21日 - エリック・ハイドシェック（ピアニスト）
- 8月21日 - 市原宏祐（サクソフォーン奏者、+2010年・73歳没）
- 8月22日 - 川口浩（俳優・元歌手、+1987年・51歳没）
- 8月29日 - ジルベール・アミ（指揮者）
- 8月31日 - イーゴリ・ジューコフ（ピアニスト・指揮者、+2018年・81歳没）
- 8月31日 - 川崎紫明（ピアノ指導者）
- 9月7日 - バディ・ホリー（、ミュージシャン、+1959年・22歳没）
- 9月13日 - ヴェルナー・ホルヴェーク（テノール歌手、+2007年）
- 9月16日 - ゴードン・ベック（ピアニスト、+2017年・68歳没）
- 9月16日 - ピエロ・ガンバ（指揮者・ピアニスト）
- 9月19日 - マーティン・フェイ（ヴァイオリニスト、チーフタンズ、+2012年・76歳没）
- 9月20日 - 田畑貞一（ドラマー・スタジオミュージシャン）
- 9月23日 - イーゴリ・ブラジュコフ（指揮者）
- 9月24日 - エミル・シモン（指揮者、+2014年・77歳没）
- 10月1日 - 小沼ますみ（音楽評論家）
- 10月3日 - スティーヴ・ライヒ（作曲家）
- 10月4日 - 北島三郎（北海道、演歌歌手）
- 10月4日 - 本荘玲子（ピアニスト）
- 10月5日 - アンネローゼ・シュミット（ピアニスト）
- 10月7日 - シャルル・デュトワ（指揮者）
- 10月11日 - ビリー・ヒギンス（ジャズドラマー、+2001年・64歳没）
- 10月12日 - 江原真二郎（俳優・元歌手）
- 10月13日 - 菅野邦彦（ジャズピアニスト）
- 10月14日 - 白石冬美（声優・歌手、+2019年・82歳没）
- 10月20日 - 小西良太郎（音楽プロデューサー）
- 10月21日 - 白川由美（女優・元歌手、+2016年・79歳没）
- 10月24日 - ビル・ワイマン（ミュージシャン）
- 10月25日 - 野沢雅子（声優・歌手）
- 10月26日 - ケネーズ・ヘカ・エテルカ（詩人・小説家・歌手）
- 10月26日 - ジェルジ・パウク（ヴァイオリニスト）
- 10月28日 - カール・デイヴィス（指揮者）
- 10月28日 - チャーリー・ダニエルズ（ミュージシャン、+2020年・83歳没）
- 10月29日 - 内田正人（歌手、ザ・キング・トーンズ、+2019年・82歳没）
- 10月30日 - 川田孝子（童謡歌手）
- 11月1日 - 服部克久（東京都、作曲家、+2020年・83歳没）
- 11月7日 - ギネス・ジョーンズ（ソプラノ歌手）
- 11月7日 - ソニー・フィリップス（ジャズミュージシャン）
- 11月9日 - ブルーノ・マルティノッティ（指揮者・フルート奏者、+1986年）
- 11月9日 - マリー・トラヴァース（シンガーソングライター、ピーター・ポール&マリー、+2009年・72歳没）
- 11月10日 - 舘野泉（東京都、ピアニスト）
- 11月11日 - ジャック・ケラー（作曲家、+2005年・68歳没）
- 11月12日 - モルト・シューマン（歌手・ピアニスト、+1991年・54歳没）
- 11月14日 - キャリー・ベル（ハーモニカ奏者、+2007年・70歳没）
- 11月14日 - コーネル・ガンター（歌手、プラターズ、+1990年・53歳没）
- 11月18日 - ドン・チェリー（トランペット奏者、+1995年・58歳没）
- 11月19日 - レイ・コリンズ（歌手、マザーズ・オブ・インヴェンション、+2012年・76歳没）
- 11月21日 - ジェームズ・デプリースト（、指揮者、+2013年・76歳没）
- 11月22日 - ハンス・ツェンダー（指揮者、+2019年・82歳没）
- 11月25日 - 坂本スミ子（歌手・俳優、+2021年・84歳没）
- 11月28日 - 里見浩太朗（俳優・歌手）
- 12月1日 - 喜多尾道冬（ドイツ文学者・音楽評論家）
- 12月3日 - 高城丈二（元俳優・元歌手）
- 12月5日 - 徳丸吉彦（音楽学者）
- 12月6日 - サヴィトリ（女優・プレイバックシンガー・映画監督、+1981年・45歳没）
- 12月11日 - 東敦子（声楽家、+1999年・63歳没）
- 12月15日 - エディ・パルミエリ（、ジャズ・ピアニスト）
- 12月15日 - 矢野義明（作曲家）
- 12月17日 - トミー・スティール（歌手・俳優）

月日不明
- 足立明（放送作家・脚本家・実業家・作詞家、+2012年・75歳没）
- 荒川利夫（作詞家）
- 有馬三恵子（or1936年、作詞家、+2019年・83歳没）
- イヴォンヌ・ステイプルズ（歌手、ザ・ステイプル・シンガーズ、+2018年・80歳没）
- 大蔵康義（トランペット奏者）
- 奥村英夫（作曲家、+2011年・75歳没）
- 小野功龍（雅楽演奏家、+2014年・77歳没）
- 坂上昌子（声楽家）
- 杉原淳（サクソフォニスト、大橋巨泉とザ・サラブレッズ、+2018年・82歳没）
- 林秀光（ピアニスト、+2011年・75歳没）
- 星健二（歌手、+2017年・81歳没）
- 森川倶志（バンドネオン奏者、+2020年・84歳没）
- 渡壁煇（音楽監督・演出家）

## 死去
- 3月21日 - アレクサンドル・グラズノフ、作曲家（* 1865年）
- 4月18日 - オットリーノ・レスピーギ（、作曲家、*1879年）
- 10月10日 - アントニオ・ホセ、作曲家（* 1902年）